# Emesis lucinda
Espèce
Emesis lucinda est un insecte lépidoptère appartenant à la famille  des Riodinidae et au genre Emesis.

## Dénomination
Emesis lucinda a été décrit par Pieter Cramer en 1775 sous le nom de Papilio lucinda.

### Nom vernaculaire
Emesis lucinda se nomme en anglais Lucinda Metalmark.

## Description
Emesis lucinda est un papillon d'une envergure de 35 mm à 40 mm dont l'apex des ailes antérieures est pointu et le dessus très foncé, presque noir orné de lignes de petites marques noires.
Le revers est jaune cuivré orné de marques foncées et d'une ligne submarginale de petits chevrons..

## Écologie et distribution
Emesis lucinda est présent au Mexique, au Costa Rica, en Guyane, au Surinam et en Colombie.